# Falabella
O Falabella é uma raça argentina de cavalo, e uma das mais pequenas raças de cavalos do mundo. Raramente ele passa de 8 mãos (32 polegadas, 81 cm) de altura. O Falabella, pelo seu tamanho, não é considerado um pônei, mas, um cavalo miniatura.
Ele é originário da América do Sul, sobretudo da Argentina.